# توم مارشال (شاعر)
توم مارشال (بالإنجليزية: Tom Marshall)‏ (9 أبريل 1938، نياجارا فولز في كندا - 28 أبريل 1993)؛ شاعر وروائي كندي.